# Campionato europeo Superstock 600 2015
Il Campionato europeo Superstock 600 del 2015 è stato l'undicesima edizione del campionato Europeo della categoria Superstock 600. Sviluppatosi su 8 prove in totale, con inizio in Spagna sul circuito di Aragón l'11 aprile e conclusione in Francia, sul circuito di Magny-Cours il 3 ottobre.
Al termine del campionato si è laureato campione europeo il pilota turco Toprak Razgatlıoğlu alla guida di una Kawasaki ZX-6R gestita dal Kawasaki Puccetti Racing, che ha preceduto di 59 punti l'italiano Michael Ruben Rinaldi sempre su Kawasaki. Al terzo posto si piazza un altro italiano, Federico Caricasulo in sella ad una Honda CBR600RR, staccato di 71 punti dal leader del campionato.

## Calendario
| Nº | Data           | Gran Premio | Circuito         | Pole Position         | Vincitore Gara        | Leader del campionato |
| -- | -------------- | ----------- | ---------------- | --------------------- | --------------------- | --------------------- |
| 1  | 11 e 12 aprile | Spagna      | Aragón           | Michael Ruben Rinaldi | Toprak Razgatlıoğlu   | Toprak Razgatlıoğlu   |
| 1  | 11 e 12 aprile | Spagna      | Aragón           | Michael Ruben Rinaldi | Toprak Razgatlıoğlu   | Toprak Razgatlıoğlu   |
| 2  | 18 aprile      | Paesi Bassi | Assen            | Toprak Razgatlıoğlu   | Toprak Razgatlıoğlu   | Toprak Razgatlıoğlu   |
| 3  | 9 maggio       | Italia      | Imola            | Toprak Razgatlıoğlu   | Toprak Razgatlıoğlu   | Toprak Razgatlıoğlu   |
| 4  | 6 giugno       | Portogallo  | Portimão         | Michael Ruben Rinaldi | Toprak Razgatlıoğlu   | Toprak Razgatlıoğlu   |
| 5  | 20 giugno      | Italia      | Misano Adriatico | Augusto Fernández     | Federico Caricasulo   | Toprak Razgatlıoğlu   |
| 6  | 19 settembre   | Spagna      | Jerez            | Michael Ruben Rinaldi | Michael Ruben Rinaldi | Toprak Razgatlıoğlu   |
| 7  | 3 ottobre      | Francia     | Magny-Cours      | Michael Ruben Rinaldi | Augusto Fernández     | Toprak Razgatlıoğlu   |

## Classifica finale
| Posizione | Pilota                    | Motocicletta | Spagna (bandiera) | Spagna (bandiera) | Paesi Bassi (bandiera) | Italia (bandiera) | Portogallo (bandiera) | Italia (bandiera) | Spagna (bandiera) | Francia (bandiera) | Punti |
| --------- | ------------------------- | ------------ | ----------------- | ----------------- | ---------------------- | ----------------- | --------------------- | ----------------- | ----------------- | ------------------ | ----- |
| 1         | Toprak Razgatlıoğlu       | Kawasaki     | 1                 | 1                 | 1                      | 1                 | 1                     | 3                 | NP                | 3                  | 157   |
| 2         | Michael Ruben Rinaldi     | Kawasaki     | 2                 | 19                | 2                      | Rit               | 2                     | 4                 | 1                 | Rit                | 98    |
| 3         | Federico Caricasulo       | Honda        | 3                 | 2                 | 7                      | Rit               | 3                     | 1                 | NP                |                    | 86    |
| 4         | Augusto Fernández         | Honda        | 8                 | 6                 | 27                     | 10                | 5                     | Rit               | 2                 | 1                  | 80    |
| 5         | Niki Tuuli                | Yamaha       | 5                 | 5                 | 3                      | Rit               | 7                     | 2                 | 5                 | Rit                | 78    |
| 6         | Andrea Tucci              | Kawasaki     | Rit               | 4                 | 9                      | 3                 | 4                     | 5                 | 4                 | Rit                | 73    |
| 7         | Luca Vitali               | Kawasaki     | Rit               | 8                 | Rit                    | 6                 | Rit                   | 6                 | 7                 | 4                  | 50    |
| 8         | Davide Stirpe             | Kawasaki     | 10                | 11                | 13                     | Rit               | 15                    | 7                 | 3                 | 15                 | 41    |
| 9         | Gauthier Duwelz           | Yamaha       | 4                 | 3                 | 12                     | 9                 |                       |                   |                   |                    | 40    |
| 10        | Hugo Clere                | Yamaha       | 21                | Rit               | 4                      | NP                | 11                    | 11                | 10                | 6                  | 39    |
| 11        | Rob Hartog                | Kawasaki     | 20                | 15                | 6                      | 16                | 6                     | 13                | 9                 | 8                  | 39    |
| 12        | Nicola Jr. Morrentino     | Kawasaki     | 12                | 7                 | 16                     | 4                 | 12                    | 9                 |                   |                    | 37    |
| 13        | Ilya Mikhalchik           | Kawasaki     | 11                | 9                 | 10                     | 17                |                       | 19                | 12                | 5                  | 33    |
| 14        | Eemeli Lahti              | Yamaha       | 18                | 12                | 8                      | 12                | 10                    | Rit               | 20                | 7                  | 31    |
| 15        | Axel Bassani              | Kawasaki     |                   |                   |                        |                   |                       |                   | 6                 | 2                  | 30    |
| 16        | Christopher Gobbi         | Yamaha       | Rit               | Rit               | Rit                    | 7                 | 8                     | 8                 | 11                | Rit                | 30    |
| 17        | Julian Puffe              | Kawasaki     | 9                 | 10                | 5                      |                   | 13                    | Rit               | Rit               | 21                 | 27    |
| 18        | Guillaume Antiga          | Kawasaki     | 6                 | 29                | Rit                    | 15                | 19                    | 12                | 14                | 9                  | 24    |
| 19        | Alessandro Zaccone        | Honda        | 16                | 16                | 14                     | Rit               |                       | 10                | 8                 | 11                 | 21    |
| 20        | Roberto Mercandelli       | Yamaha       |                   |                   |                        | 2                 |                       |                   |                   |                    | 20    |
| 21        | Stefano Casalotti         | Yamaha       | Rit               | 17                | 11                     | 5                 | NP                    | 14                | 19                | Rit                | 18    |
| 22        | Kevin Manfredi            | Honda        | 7                 | 23                | Rit                    | 8                 | 17                    |                   |                   |                    | 17    |
| 23        | Maximiliano Gerardo       | Honda        | Rit               | 18                | Rit                    | 20                | 9                     | Rit               | 15                | Rit                | 8     |
| 24        | Mathieu Marchal           | Yamaha       | 13                | Rit               | 18                     | 11                |                       |                   |                   |                    | 8     |
| 25        | Riccardo Caruso           | Kawasaki     | 14                | 14                | 23                     | 18                | 18                    | Rit               | 13                | 16                 | 7     |
| 26        | Alexandre Santo Domingues | Yamaha       |                   |                   |                        |                   |                       |                   |                   | 10                 | 6     |
| 27        | Toni Finsterbusch         | Kawasaki     |                   |                   |                        |                   | 14                    | Rit               | Rit               | 13                 | 5     |
| 28        | Jake Lewis                | Yamaha       | 19                | 21                | 17                     | 19                | NP                    |                   | 21                | 12                 | 4     |
| 29        | Agostino Santoro          | Yamaha       |                   |                   |                        | 13                |                       |                   |                   |                    | 3     |
| 30        | Anthony Dumont            | Honda        | 17                | 13                | Rit                    |                   |                       |                   |                   |                    | 3     |
| 31        | Massimiliano Spedale      | Yamaha       | 15                | 20                | 21                     | 14                | 16                    | Rit               | 17                | Rit                | 3     |
| 32        | Michael Canducci          | Honda        |                   |                   |                        |                   |                       |                   |                   | 14                 | 2     |
| 33        | Vincenzo Lagonigro        | Yamaha       |                   |                   |                        |                   |                       | 15                |                   |                    | 1     |
| 34        | Alexandre Sirerol         | Kawasaki     | 22                | Rit               | 15                     | NP                |                       |                   | 30                |                    | 1     |
| Posizione | Pilota                    | Motocicletta | Spagna (bandiera) | Spagna (bandiera) | Paesi Bassi (bandiera) | Italia (bandiera) | Portogallo (bandiera) | Italia (bandiera) | Spagna (bandiera) | Francia (bandiera) | Punti |

| Legenda | 1º posto        | 2º posto            | 3º posto            | A punti      | Senza punti        | Grassetto=Pole position Corsivo=Giro più veloce |
| Legenda | Gara non valida | Non qual./Non part. | Ritirato/Non class. | Squalificato | "-" Dato non disp. | Grassetto=Pole position Corsivo=Giro più veloce |

## Sistema di punteggio
| Pos.  | 1  | 2  | 3  | 4  | 5  | 6  | 7 | 8 | 9 | 10 | 11 | 12 | 13 | 14 | 15 | 16> |
| ----- | -- | -- | -- | -- | -- | -- | - | - | - | -- | -- | -- | -- | -- | -- | --- |
| Punti | 25 | 20 | 16 | 13 | 11 | 10 | 9 | 8 | 7 | 6  | 5  | 4  | 3  | 2  | 1  | 0   |